# Microserica flavoviridis
Microserica flavoviridis är en skalbaggsart som beskrevs av Brenske 1896. Microserica flavoviridis ingår i släktet Microserica och familjen Melolonthidae. Inga underarter finns listade i Catalogue of Life.